# 马德琳·奥尔布赖特
马德琳·亚娜·科贝尔·奥尔布赖特（1937年5月15日—2022年3月23日）原名玛丽·亚娜·科贝洛娃（捷克語：Marie Jana Korbelová），是一位出生于捷克斯洛伐克的美国政治人物和外交官，美国第64任国务卿，也是美國首位女性國務卿，曾为奥尔布赖特石桥集团主席和乔治敦大学埃德蒙·A·沃尔什外交学院教授。她拥有哥伦比亚大学博士学位和许多荣誉学位。2012年5月，她获得时任美国总统贝拉克·奥巴马颁发的总统自由勋章。她还担任过美国外交关系协会的董事。國務卿任內曾訪問北韓，當時創下到訪北韓的美國最高級别官員紀錄。除了通晓英语、法语、俄语和捷克语外，还能说波兰语和塞尔维亚-克罗地亚语。

## 生平

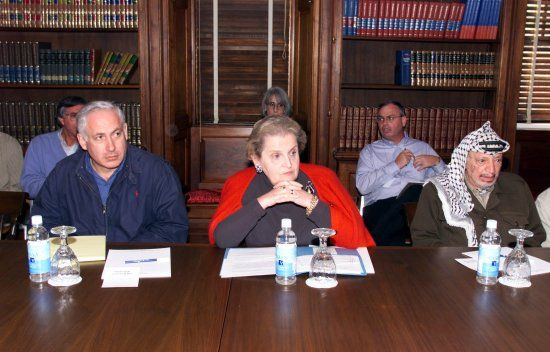
1998年10月16日歐布萊特与以色列总理本雅明·内塔尼亚胡（左）和巴勒斯坦民族权力机构主席亚西尔·阿拉法特（右）会面

歐布萊特出生于捷克斯洛伐克共和国布拉格。其父是外交官约瑟夫·科贝尔，她出生时任捷克斯洛伐克驻贝尔格莱德大使馆新闻参赞。1938年《慕尼黑条约》签订及捷克斯洛伐克被纳粹德国占领后，科贝尔举家流亡英国。1941年，科贝尔与妻子改宗天主教。玛丽和姐妹从小接受天主教教育。在英国时，科贝尔为捷克斯洛伐克流亡政府效力。。1945年至1948年，约瑟夫·科贝尔任捷克斯洛伐克駐南斯拉夫大使。在1948年捷克共產黨上台時，由於反對共產主義，被迫辭職，从捷克斯洛伐克流亡至美国。後來創辦了丹佛大学国际研究學院。科贝尔教授是前美國国务卿康多莉扎·赖斯在丹佛大學時的啟蒙老师。
歐布萊特是於1957年獲得美國公民資格，並在麻省威爾斯利學院修習政治学，1959年毕业。同年她與報業大亨約瑟·奥尔布赖特結婚，育有三個女兒。自此改姓為歐布萊特。1967年重返校園，在哥伦比亚大学获得哲学博士学位。其後曾任乔治敦大学国际事务学教授，是该校国家政策中心主任，专门研究美国与俄罗斯、东欧国家之关系。
1976年进入政界，任吉米·卡特总统的国家安全委员会委员，负责与国会联络。1981年里根担任总统后，奧爾布賴特重返学术界，著有《波兰：政治变化中新闻界的作用》。1983年回到乔治敦大学任教，教授外交。1989年出任美國民主党全国政策中心主席。
1993年1月比尔·克林顿上台，委任奧爾布賴特為美国常驻联合国代表。在任期間最為受爭議的事件，莫過於1994年爆发的卢旺达大屠杀事件，奧爾布賴特堅持著不干涉立場，甚至出面阻挠联合国干涉盧旺達內政，結果奧爾布賴特與聯合國秘書長關係曾一度極為緊張。
1996年12月5日克林頓提名歐布萊特为国务卿候选人，在美国参议院一致通过后，于1997年1月23日宣誓就职，接替離任的沃倫·克里斯托弗。
奥尔布赖特是美国史上第一位女国务卿。任內主力解決波斯尼亞內戰以及中東和平方案。 奥尔布赖特曾经与柯林·鲍威尔争论美军是否出兵波黑时说：“你们总是要保持美国的超级军事能力，但如果不去运用这种能力，又有什么意义？”
2001年卸任，任乔治敦大学埃德蒙·A·沃尔什外交服务学院教授。
2022年3月23日，奥尔布赖特因癌症逝世于华盛顿哥伦比亚特区，享年84岁。

## 荣誉

### 美国勋章奖章
- 总统自由勋章（2012年）

### 外国勋章奖章
- 一等白狮勋章（捷克，1997年[26]）
- 旭日大绶章（日本，2018年4月29日公布[27]）

## 軼事
- 2015年，歐布萊特曾在CBS劇集《國務卿女士》客串出場，在劇中她以導師、顧問的角色，給與「繼任者」一些建議。2018年，她再次在該劇集亮相，該集（第5季第1集，2018年10月7日播映）她與前國務卿科林·鲍威尔，以及前國務卿希拉里·克林顿同場演出[28]。